# Matthias Greuling
Matthias Greuling (* 30. Jänner 1978 in Wien) ist ein österreichischer Journalist, Regisseur und Filmkritiker.

## Leben
Matthias Greuling begann 1997 als freier Filmkritiker und Kulturredakteur bei der Wochenzeitung Die Furche, weitere Stationen führten ihn zwischen 1999 und 2006 über den Kurier zu den Salzburger Nachrichten bis zur Wiener Zeitung, wo er ab 2010 im Ressort Feuilleton als Filmjournalist und Filmkritiker tätig war, bis die Printausgabe der Zeitung Ende Juni 2023 eingestellt wurde.
Im Jahr 2000 gründete Greuling das österreichische Filmmagazin celluloid, das im Rahmen des Kulturvereins „Verein zur Förderung des österreichischen und des europäischen Films“ in Mödling publiziert wird.
Im Februar 2024 gründete Greuling mit seiner Frau Katharina Greuling-Sartena die regionale Zeitung „Mödlinger Rundschau“. Im Dezember 2023 gründete Greuling die Monatszeitung „Das Feuilleton“, gemeinsam mit Christina Böck und Bernhard Baumgartner. Das Blatt versteht sich als Nachfolge des eingestellten Feuilletons der Wiener Zeitung.
2016 gründete Greuling die Filmproduktionsfirma „Matthias Greuling Filmproduktion“, die 2018 als erste Produktion den Kinodokumentarfilm Der Bauer zu Nathal: Kein Film über Thomas Bernhard veröffentlichte. Die von Matthias Greuling und David Baldinger mit Crowdfunding-Mitteln inszenierte Doku lief unter anderem bei der Diagonale 2019 und beim Bolzano Film Festival Bozen 2019 im Wettbewerb und wurde zwei Mal in ORF 2 ausgestrahlt. Der Film fand auch die Aufmerksamkeit der Internationalen Thomas-Bernhard-Gesellschaft in Salzburg.

## Belege
1. ↑  „Mödlinger Rundschau“
2. ↑  „Das Feuilleton“
3. ↑  Matthias Greuling. Abgerufen am 9. März 2023 (deutsch).
4. ↑  Filmarchiv. Abgerufen am 9. März 2023.
5. ↑  Der Bauer zu Nathal. Abgerufen am 9. März 2023.
6. ↑  ITBG: Neu auf DVD: "Der Bauer zu Nathal. Kein Film über Thomas Bernhard." In: Thomas Bernhard. 10. Januar 2022, abgerufen am 9. März 2023 (deutsch).

| Personendaten    | Personendaten                                           |
| ---------------- | ------------------------------------------------------- |
| NAME             | Greuling, Matthias                                      |
| KURZBESCHREIBUNG | österreichischer Journalist, Regisseur und Filmkritiker |
| GEBURTSDATUM     | 30. Januar 1978                                         |
| GEBURTSORT       | Wien                                                    |